# Kabinet-Smith-Stanley I
Het kabinet-Smith-Stanley I was de uitvoerende macht van de Britse overheid van 22 februari 1852 tot 28 december 1852. Met een zittingsduur van 310 dagen is het de op één na kortst dienende Britse kabinet van de 19e eeuw.
| Ambtsbekleder                  | Ambtsbekleder           | Ambtsbekleder                                                 | Functie                                        | Ambtstermijn     | Ambtstermijn     | Partij             |
| ------------------------------ | ----------------------- | ------------------------------------------------------------- | ---------------------------------------------- | ---------------- | ---------------- | ------------------ |
|                                | Edward Smith-Stanley    | Graaf van Derby Edward Smith-Stanley (1799–1869)              | Premier                                        | 22 februari 1852 | 28 december 1852 | Conservative Party |
| Leader of the House of Lords   | Edward Smith-Stanley    | Graaf van Derby Edward Smith-Stanley (1799–1869)              |                                                | 22 februari 1852 | 28 december 1852 | Conservative Party |
|                                | Benjamin Disraeli       | Benjamin Disraeli (1804–1881)                                 | Minister van Financiën                         | 22 februari 1852 | 28 december 1852 | Conservative Party |
| Leader of the House of Commons | Benjamin Disraeli       | Benjamin Disraeli (1804–1881)                                 |                                                | 22 februari 1852 | 28 december 1852 | Conservative Party |
|                                | James Harris            | Graaf van Malmesbury James Harris (1807–1889)                 | Minister van Buitenlandse Zaken                | 22 februari 1852 | 28 december 1852 | Conservative Party |
|                                | Spencer Horatio Walpole | Spencer Horatio Walpole (1806–1896)                           | Minister van Binnenlandse Zaken                | 22 februari 1852 | 28 december 1852 | Conservative Party |
|                                | William Lowther         | Graaf of Lonsdale William Lowther (1787–1872)                 | Lord President of the Council                  | 22 februari 1852 | 28 december 1852 | Conservative Party |
|                                | James Gascoyne-Cecil    | Markies van Salisbury James Gascoyne-Cecil (1791–1868)        | Lord Privy Seal                                | 22 februari 1852 | 28 december 1852 | Conservative Party |
|                                | Edward Sugden           | Baron Sint Leonards Edward Sugden (1781–1875)                 | Lord Chancellor                                | 22 februari 1852 | 28 december 1852 | Conservative Party |
|                                | Algernon Percy          | Hertog van Northumberland Admiraal Algernon Percy (1792–1865) | Minister voor de Marine                        | 22 februari 1852 | 28 december 1852 | Conservative Party |
|                                | Joseph Warner Henley    | Joseph Warner Henley (1893–1884)                              | Minister van Handel                            | 22 februari 1852 | 28 december 1852 | Conservative Party |
|                                | John Pakington          | Sir John Pakington (1799–1800)                                | Minister voor Koloniale Zaken en Oorlogvoering | 22 februari 1852 | 28 december 1852 | Conservative Party |
|                                | John Charles Herries    | John Charles Herries (1778–1855)                              | Minister voor Brits-Indië                      | 22 februari 1852 | 28 december 1852 | Conservative Party |
|                                | John Manners            | Heer John Manners (1818–1906)                                 | Minister van Openbare Werken                   | 22 februari 1852 | 28 december 1852 | Conservative Party |
|                                |                         | Robert Nisbet-Hamilton (1804–1877)                            | Kanselier van het Hertogdom Lancaster          | 22 februari 1852 | 28 december 1852 | Conservative Party |
|                                | Charles Yorke           | Graaf van Hardwicke Admiraal Charles Yorke (1799–1873)        | Minister voor Posterijen                       | 22 februari 1852 | 28 december 1852 | Conservative Party |

Russell I ·
Smith-Stanley I ·
Hamilton-Gordon ·
Temple I ·
Smith-Stanley II ·
Temple II ·
Russell II ·
Smith-Stanley III ·
Disraeli I ·
Gladstone I ·
Disraeli II ·
Gladstone II ·
Gascoyne-Cecil I ·
Gladstone III ·
Gascoyne-Cecil II ·
Gladstone IV ·
Primrose ·
Gascoyne-Cecil III ·
Gascoyne-Cecil IV ·
Balfour ·
Campbell-Bannerman ·
Asquith I ·
Asquith II ·
Asquith III ·
Asquith IV ·
Lloyd George I ·
Lloyd George II ·
Law ·
Baldwin I ·
MacDonald I ·
Baldwin II ·
MacDonald II ·
MacDonald III ·
MacDonald IV ·
Baldwin III ·
Chamberlain I ·
Chamberlain II ·
Churchill I ·
Churchill II ·
Attlee I ·
Attlee II ·
Churchill III ·
Eden ·
Macmillan I ·
Macmillan II ·
Douglas-Home ·
Wilson I ·
Wilson II ·
Heath ·
Wilson III ·
Callaghan ·
Thatcher I ·
Thatcher II ·
Thatcher III ·
Major I ·
Major II ·
Blair I ·
Blair II ·
Blair III ·
Brown ·
Cameron I ·
Cameron II ·
May I ·
May II ·
Johnson I ·
Johnson II ·
Truss ·
Sunak ·
Starmer